# Ryōtarō Nakano
Ryōtarō Nakano (jap. 中野 遼太郎, Nakano Ryōtarō; * 13. Juni 1988 in Koganei) ist ein ehemaliger japanischer Fußballspieler.

## Karriere
Ryōtarō Nakano erlernte das Fußballspielen in der Jugendmannschaft des FC Tokyo und der Universitätsmannschaft der Waseda-Universität in Tokio. Seinen ersten Vertrag unterschrieb er in Deutschland beim FC Pommern Greifswald in Greifswald. Der Verein spielte in der Verbandsliga Mecklenburg-Vorpommern. 2012 wurde er von Februar bis Juni nach Polen zu Arka Gdynia, einem Verein der in der zweiten polnischen Liga spielte, ausgeliehen. Hier kam er nicht zum Einsatz. 2013 verließ er Deutschland und wechselte nach Lettland. Hier unterschrieb er einen Vertrag beim BFC Daugavpils. Der Verein aus Daugavpils spielte in der Zweiten Liga. 2016 ging er nach Jelgava und schloss sich dem in der Ersten Liga, der Virslīga, spielenden FK Jelgava an. Mit dem Verein gewann er 2015/16 den Lettischen Fußballpokal. 2017 verließ er Lettland und wechselte nach Thailand. Hier unterschrieb er einen Vertrag beim Chonburi FC, einem Verein der Thai League. Für Chonburi absolvierte er 29 Spiele in der Ersten Liga. Zu seinem vorherigen Verein FK Jelgava kehrte er 2018 zurück. Der thailändische Zweitligist Thai Honda FC aus Bangkok nahm ihn zur Saison 2019 unter Vertrag. Nachdem der Vertrag Mitte 2019 aufgelöst worden war, war er vom 26. Juni 2019 bis 13. März 2021 vertrags- und vereinslos. Am 14. März 2021 unterschrieb er ein Lettland einen Vertrag beim Albatroz SC. Hier stand er bis Dezember 2022 unter Vertrag. Am 1. Januar 2023 beendete er seine Karriere als Fußballspieler.

## Erfolge
FK Jelgava
- Lettischer Pokalsieger: 2015/16